# Antonín Novák (politik KSČ)
Antonín Novák (* 1925) byl český a československý politik Komunistické strany Československa, poslanec Sněmovny lidu Federálního shromáždění za normalizace.

## Biografie
K roku 1981 se profesně uvádí jako nástrojář. Ve volbách roku 1981 zasedl do Sněmovny lidu (volební obvod č. 44 – Cheb, Západočeský kraj). Ve Federálním shromáždění setrval do konce funkčního období, tedy do voleb roku 1986.